# Rościnko
Rościnko – kolonia wsi Rościn w Polsce, położona w województwie zachodniopomorskim, w powiecie myśliborskim, w gminie Myślibórz. Wchodzi w skład sołectwa Rościn.
W latach 1975–1998 kolonia administracyjnie należała do województwa gorzowskiego.